# Wang Yitang
Wang Yitang (王揖唐, 17 octobre 1877 – 10 septembre 1948), est un chef militaire et politicien chinois de la dynastie Qing puis de la république de Chine. Il appartenait à la clique de l'Anhui et forma le « Club Anfu ». Il devint plus tard un important homme politique du gouvernement provisoire de la république de Chine et du gouvernement national réorganisé de la république de Chine.
Son nom de naissance est Zhiyang (志洋) et ses prénoms de courtoisie sont Shenwu (慎吾) et Shengong (什公). Plus tard, il change son nom en Geng (賡) tandis que son prénom de courtoisie devient Yitang (堂). Il est aussi connu sous le nom d'artiste Yitang (揖唐).

## Biographie

### À la fin de la dynastie Qing
Natif de Hefei dans la province de l'Anhui, Wang Yitang passe les examens impériaux en 1904 et devient Jinshi mais veut cependant étudier l'art militaire. En septembre, il est envoyé par le gouvernement au Japon où il étudie à la Tokyo Shinbu Gakkō, une école militaire préparatoire. Après son diplôme, il entre dans le 9e régiment d'artillerie de l'armée impériale japonaise basé à Kanazawa. Il trouve cependant que la vie militaire ne lui convient pas et est transféré à l'université Hōsei.
Il retourne en Chine en 1907, et devient successivement directeur du département des Affaires militaires, conseiller militaire du vice-roi des trois provinces du Nord-Est (en) (à l'époque Xu Shichang), commandant de la 1re brigade de l'armée du Jilin, et conseiller du bureau de l'entrainement du Jilin. En 1909, il visite l'empire russe et les États-Unis comme attaché militaire.

### Dans la clique de l'Anhui
Après la révolution chinoise de 1911, Wang Yitang rejoint le secrétariat de Yuan Shikai grâce à Xu Shichang. En 1912, il appartient successivement à plusieurs partis politiques, le Minshe, le Gonghe Cujinhui, le Parti de l'Unité (Tongyidang), et le Parti républicain (Gonghedang). En 1913, il est élu à l'assemblée nationale comme représentant du Tibet. En mai, le Parti de l'Unité, le Parti démocratique, et le Parti républicain fusionnent pour devenir le Parti progressiste chinois (Jinbudang), et Wang Yitang en est nommé directeur. En mai 1914, il est nommé membre du conseil d'État. En août 1915, il est nommé gouverneur civil du Jilin. En avril 1916, il devient ministre de l'Intérieur, et conserve ce poste jusqu'au mois de juin.
Après la mort de Yuan Shikai, Wang Yitang rejoint la clique de l'Anhui de Duan Qirui. Celui-ci forme alors le « nouveau sénat provisoire » avec Wang pour président. Le 8 mars 1918, Wang et Xu Shuzheng établissent le Club Anfu qui s'engage dans le travail politique de la clique de l'Anhui. Le 2 août, Wang est nommé président de la chambre des représentants, et dirige le « parlement Anfu ». Cependant, en juillet 1920, la clique de l'Anhui est défaite par la clique du Zhili lors de la guerre Zhili-Anhui, et le club Anfu et la parlement Anfu sont dissous. Wang s'exile au Japon où il reste pendant quatre ans.
En novembre 1924, Duan Qirui devient chef exécutif provisoire après le coup de Pékin, et Wang Yitang retourne dans la capitale. De novembre 1924 à avril 1925, il est gouverneur militaire de l'Anhui. Il résiste à l'expédition du Nord du Kuomintang. Cependant, à la suite de l'effondrement du gouvernement de Beiyang en 1928, il se réfugie dans les établissements étrangers de Tianjin et trouve protection dans la concession japonaise.

### Dans des gouvernements éphémères

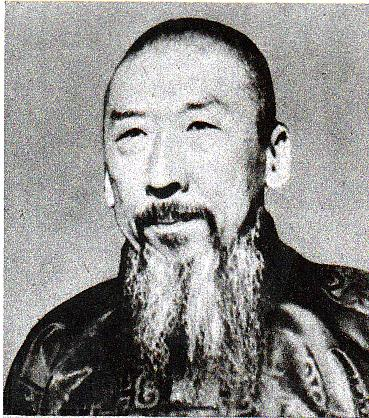
Wang Yitang (vers 1940)

En 1931, le gouvernement nationaliste offre un poste politique à Wang, et il devient successivement membre de la commission de réajustement des affaires politiques de Pékin, membre du conseil politique Hebei-Cháhāěr (en), directeur de la banque financière de Tianjin, etc. Après le début de la seconde guerre sino-japonaise, Wang Kemin établit un gouvernement provisoire de la république de Chine en décembre 1937. Wang Yitang y tient successivement les postes de membre exécutif de la commission politique, ministre des secours, et ministre de l'Intérieur.
En mars 1940, le gouvernement national réorganisé de la république de Chine collaborationniste est établi par Wang Jingwei, et Wang Yitang est nommé ministre de la régulation du Yuan et membre du conseil politique de Chine du Nord. De juin 1940 à février 1943, il en est président.
Après la reddition du Japon et la chute du gouvernement collaborationniste chinois, Wang Yitang est arrêté par les hommes de Tchang Kaï-chek dans un hôpital de Pékin le 5 décembre 1945. Au début, il semble être très malade et les autorités décident de ne pas continuer les poursuites à son égard pour trahison. Mais lorsqu'il est découvert qu'il a feint d'être malade, son procès de hanjian reprend en septembre 1946. Il est condamné à mort par la Haute cour du Hebei, puis de nouveau par la Haute cour de la capitale Nankin.
Wang Yitang est fusillé à Pékin le 10 septembre 1948.